# Соболевский, Анатолий Фёдорович
Анатолий Фёдорович Соболевский (25 апреля 1923, Кременки, Самарская губерния — 29 марта 2003, Жуковский, Московская область) — командир стрелковой роты 184-го гвардейского стрелкового полка 62-й гвардейской стрелковой дивизии 37-й армии Степного фронта, гвардии старший лейтенант. Герой Советского Союза.

## Биография
Родился 25 апреля 1923 года в селе Кремёнки (ныне — Старомайнского района Ульяновской области) в семье служащего. Окончил 2 курса педагогического училища. Работал учётчиком.
В Красной Армии с декабря 1941 года. В 1942 году окончил Моршанское пехотное училище. В действующей армии с июля 1942 года. Член ВКП(б) с 1943 года.
Командир стрелковой роты 184-го гвардейского стрелкового полка гвардии старший лейтенант Анатолий Соболевский в числе первых 28 сентября 1943 года форсировал реку Днепр в районе села Мишурин Рог Верхнеднепровского района Днепропетровской области Украины. Рота под командованием А. Ф. Соболевского захватила рубеж на правом берегу, и в течение четырёх дней отбивала вражеские контратаки, чем обеспечила успешную переправу 184-го гвардейского стрелкового полка. В этом бою офицер-гвардеец был ранен, но не покинул поля боя, личным примером вдохновляя бойцов на подвиги.
Указом Президиума Верховного Совета СССР от 22 февраля 1944 года за образцовое выполнение боевых заданий командования и проявленные при этом мужество и героизм гвардии старшему лейтенанту Соболевскому Анатолию Фёдоровичу присвоено звание Героя Советского Союза с вручением ордена Ленина и медали «Золотая Звезда».
С февраля 1944 года майор А. Ф. Соболевский — в запасе. В 1951 году окончил Казанский авиационный институт. Жил и работал в городе Жуковский Московской области. Скончался 29 марта 2003 года. Похоронен в Жуковском на Быковском кладбище.

## Награды
Награждён орденом Ленина, орденами Отечественной войны 1-й и 2-й степени, медалями.

## Память
Бюст А. Ф. Соболевского установлен на Аллее Героев в районном центре — посёлке городского типа Старая Майна Ульяновской области.

Памятник-бюст Соболевскому А. Ф. (Ст. Майна).
Могила Соболевского на Быковском кладбище Жуковского.